# 71000 Hughdowns
71000 Hughdowns este un asteroid din centura principală de asteroizi.

## Descriere
71000 Hughdowns este un asteroid din centura principală de asteroizi. A fost descoperit pe 7 decembrie 1999 la Fountain Hills (Arizona) de Charles W. Juels. Asteroidul prezintă o orbită caracterizată de o semiaxă mare de 2,67 ua, o excentricitate de 0,19 și o înclinație de 13,0° în raport cu ecliptica.